# Leslie Poles Hartley
Pour les articles homonymes, voir Hartley.
Œuvres principales
- The Go-Between

Leslie Poles Hartley, né le 30 décembre 1895 à Whittlesey et mort le 13 décembre 1972 à Londres, est un écrivain britannique du XXe siècle, réputé pour ses romans et nouvelles. Fait commandeur de l'ordre de l'Empire britannique, il reste aujourd'hui principalement connu pour son roman The Go-Between adapté au cinéma en 1970 par Harold Pinter, et réalisé par Joseph Losey, le film ayant obtenu la Palme d'or au festival de Cannes.    

## Œuvres
- Night Fears (1924), nouvelles
- Simonetta Perkins (1925)
- The Killing Bottle (1932), nouvelles
- The Shrimp and the Anemone (1944), Eustace and Hilda Trilogy I ; trad. fr. Corinne Derblum, Eustache et Hilda, I : La crevette et l’anémone: Eustache et Hilda vol. 1, Paris, La Table Ronde, coll. Petit Quai Voltaire, 336 p., 2020  (ISBN 979-1037105752)
- The West Window (1945)
- The Sixth Heaven (1946), Eustace and Hilda Trilogy II ; trad. fr. Lisa Rosenbaum, Eustache et Hilda, II : Le sixième ciel: Eustache et Hilda, vol. 2, Paris, La Table Ronde, coll. Petit Quai Voltaire, 304 p., 2020  (ISBN 979-1037106407)
- Eustace and Hilda (1947), Eustace and Hilda Trilogy III ; trad. fr. Anouk Neuhoff, Eustache et Hilda, III, Paris, La Table Ronde, coll. Petit Quai Voltaire, 400 p., 2024  (ISBN 979-1037106452)
- The Travelling Grave and Other Stories (1948), nouvelles
- The Boat (1949)
- My Fellow Devils (1951) ; trad. fr. Jacques David, illust. François-Martin Salvat, Elle et le diable, Ferenczi, coll. Le Livre Moderne Illustré, 190 p., 1953.
- The Go-Between (1953), traduit sous le titre Le Messager, et adapté au cinéma en 1970 par Harold Pinter, pour le film homonyme de Joseph Losey.
- The White Wand and Other Stories (1954), nouvelles
- A Perfect Woman (1955)
- The Hireling (1957) ; trad. fr. Denise Meunier, Le Chauffeur est à vos ordres, Paris, Plon, coll. Feux Croisés - Âmes et terres étrangères, 244 p., 1959.
- Facial Justice (1960)
- The Bachelors (1960), en collaboration avec Muriel Spark
- Two for the River (1961), nouvelles
- Peter Bien (1963)
- The Brickfield (1964)
- The Betrayal (1966)
- Essays by Divers Hands, Volume XXXIV (1966), éditeur
- The Novelist's Responsibility (1967), essai
- Poor Clare (1968)
- The Collected Short Stories of L. P. Hartley (1968)
- The Love-Adept: A Variation on a Theme (1969)
- My Sisters' Keeper (1970)
- Mrs. Carteret Receives (1971), nouvelles
- The Harness Room (1971)
- The Collections: A Novel (1972)
- The Will and the Way (1973)
- The Complete Short Stories of L. P. Hartley (1973)
- The Collected Macabre Stories (2001)